# 겜메

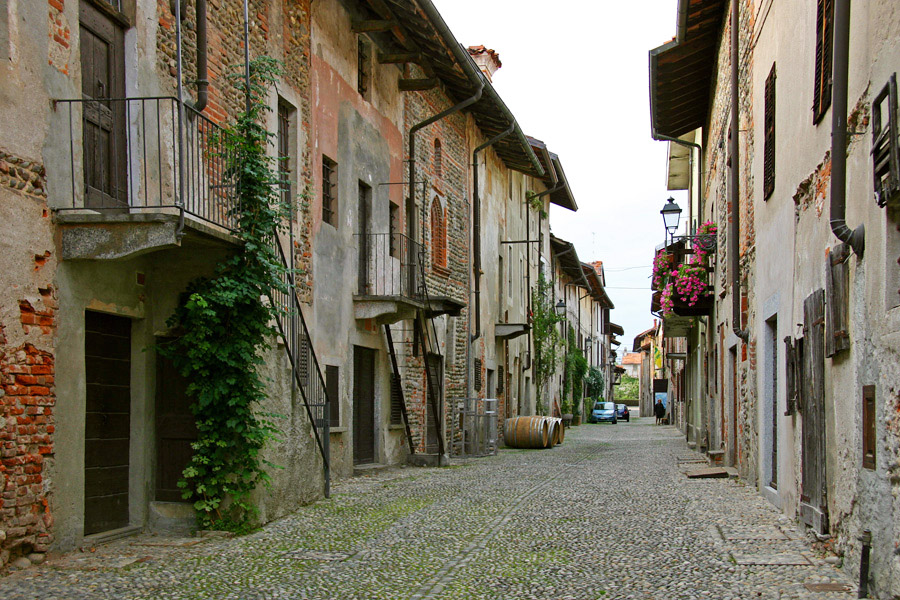

겜메(Ghemme)는 이탈리아 피에몬테주 노바라도의 코무네이다. 토리노에서 북동쪽으로 약 80킬로미터 지점 세시아강에, 그리고 노바라에서 북서쪽으로 약 25킬로미터 지점에 위치해 있다.
건축가 알레산드로 안토넬리의 탄생지이다. 11~15세기 사이 건축된 Castello-ricetto성이 주요 관광지이다. 겜메는 적포도주로 유명하다.